# Valeska Lovera
Valeska Andrea Lovera Salas (* 22. September 1998 in Chiguayante, Chile) ist eine chilenische Handballspielerin, die für die chilenische Nationalmannschaft aufläuft.

## Karriere

### Im Verein
Lovera begann das Handballspielen im Alter von fünf Jahren an der Colegio Concepción. Anfangs spielte sie zusätzlich Basketball. Nachdem die Rückraumspielerin zwei Jahre für Viejos Galos aus Concepción gespielt hatte, schloss sie sich dem Verein Club Italiano Balonmano aus Villa Alemana an. Im November 2016 wechselte sie zum spanischen Erstligisten Aula Valladolid. Zwei Jahre später wechselte Lovera zum spanischen Verein Handbol Sant Jona Despí. Lovera schloss sich im Sommer 2020 dem spanischen Zweitligisten Club Deportivo Beti Onak, mit dem sie 2022 aufstieg. In der Saison 2022/23 belegte sie mit 105 Treffern den fünften Platz in der Torschützenliste der División de Honor femenina de balonmano. Zur Saison 2025/26 kehrte sie nach Valladolid zurück.

### In Auswahlmannschaften
Lovera nahm mit der chilenischen Juniorinnennationalmannschaft an der U-20-Weltmeisterschaft 2018 teil und belegte den 20. Platz. Mit der chilenischen A-Nationalmannschaft belegte sie den fünften Platz bei der Süd- und zentralamerikanischen Handballmeisterschaft 2021. Mit 38 Treffern wurde sie Torschützenkönigin des Turniers Im darauffolgenden Jahr nahm die Linkshänderin an den Juegos Bolivarianos teil, bei denen sie die Silbermedaille gewann. Im selben Jahr konnte sie bei der Süd- und zentralamerikanischen Handballmeisterschaft mit Bronze einen weiteren Medaillengewinn verbuchen. Es folgte die Teilnahme an den Panamerikanischen Spielen 2023. Im Spiel um die Bronzemedaille, in dem Chile unterlag, war Lovera mit neun Treffern die torgefährlichste Spielerin ihres Teams. Mit Chile nahm sie an der Weltmeisterschaft 2023 teil und schloss das Turnier auf dem 27. Platz ab. Lovera erzielte im Turnierverlauf 36 Treffer.